# Марта Савић
Марта Савић (Врањак код Модриче, 7. мај 1966) српска је поп-фолк певачица. Са два месеца, сели се са оцем и мајком из родне СР БиХ у СР Србију. Године 1978. године одлази у Хановер (Западна Немачка), где похађа основну а затим средњу Туристичку школу. Бавила се фолклором. Године 1988. упознаје Милета Китића на заједничком наступу, за којег се касније и удаје. Имају ћерку Елену (песма Елена је шеста на албуму Чаша љубави).

## Дискографија

### Студијски албуми
- Мајко Југо (1988)
- Проклет био (1990)
- Грешница (1993)
- Немој бар ти (1994)
- Кад сам срела (1996)
- Кад заволиш, па изгубиш (1999)
- Дијаманти, брилијанти (2000)
- Икад или никад (2001)
- Нисмо пуцали једно у друго (2002)
- Равно до Косова (2003)
- Еротика (2006)
- Мушки комплекси (2009)
- 13 (2011)

Дуети
- Кад сам срела (1996) са Милетом Китићем
- Верност је превара (2005) са бугарским певачем Азисом
- Растанак (2009) са Милетом Китићем
- Мама (2011) са  Азисом и Мирком Гаврићем
- Не веруј ни једној жени (2011) са Давором Марковићем

### Спотови
| Спот                       | Година | Режисер         |
| -------------------------- | ------ | --------------- |
| Грешница                   | 1993   | -               |
| Дуј, дуј                   | 1993   | -               |
| Идемо даље                 | 1993   | -               |
| Дошло време да кажемо да   | 1993   | -               |
| Ти си истина моје младости | 1994   | -               |
| Држала ме твоја љубав      | 1994   | -               |
| Верност је превара         | 2005   | -               |
| Еротика                    | 2006   | -               |
| Пут до собе                | 2009   |                 |
| Немам конкуренцију         | 2010   | Г. Шљивић       |
| Фереџа                     | 2011   | Miraco          |
| Златом златила             | 2011   | Miraco          |
| Ја нисам таква             | 2011   | Miraco          |
| Мама                       | 2011   |                 |
| Идиот                      | 2011   | Miraco          |
| Треси меси                 | 2012   | Miraco          |
| Не веруј ни једној жени    | 2012   | Miraco          |
| Нек боли                   | 2013   | Пепељуга        |
| Дај ми крај                | 2017   | Ведад Јашаревић |